# Adriaan Adriaansen
Adriaan Adriaansen of soms ook Adriaan Adriaanse (Amsterdam, 12 januari 1943 – 12 april 2019) was een Nederlands acteur. Hij volgde een opleiding aan de Flokwanghochschule fur Musik in Essen-Werden. In 1968 studeerde hij af. Hij was werkzaam als acteur, regisseur en docent.

## Toneel
Adriaansen speelde in vele toneelvoorstellingen:
- 1971 - Naar Archangel - Instituut voor Onderzoek naar het Nederlands Theater
- 1973 - Onderste boven - Pantomimetheater Carrousel
- 1976 - Love and Order - Amsterdamse Mimeliga
- 1976 - Zes maal één is zes - Amsterdamse Mimeliga
- 1976 - Agamemnon - Stichting FACT
- 1977 - Jan Rap en z'n maat - Stichting Theaterunie
- 1978 - De vroedvrouw - Nieuwe Komedie
- 1979 - Een mand vol water - Nieuwe Komedie
- 1980 - De strop - Nieuwe Komedie
- 1981 - Doodt gewoon - Nieuwe Komedie
- 1981 - Kernenergie, doodt gewoon - Nieuwe Komedie
- 1981 - De groeten uit Scheveningen - Nieuwe Komedie
- 1981 - Toppen van geluk - Nieuwe Komedie
- 1982 - Verdomd - Nieuwe Komedie
- 1982 - Gezichtsverlies - Nieuwe Komedie
- 1982 - Door het bos ... - Nieuwe Komedie
- 1982 - De kampioen traint voor de strijd - Nieuwe Komedie
- 1983 - Sugar and spice - Nieuwe Komedie
- 1983 - De gijzelaar - Nieuwe Komedie
- 1985 - Driekoningenavond - Stichting Theater Het Amsterdamse Bos
- 1985 - Lustspel I & II - Theater Extra
- 1986 - Het slachthuis - Stichting FACT
- 1987 - Largo desolato - Publiekstheater
- 1988 - De meeuw - Zuidelijk Toneel Globe
- 1988 - Othello - Zuidelijk Toneel Globe
- 1989 - Bye Bye Baby - ZEP Uitvoerende kunsten
- 1990 - Kijk naar je eigen - Stichting Jeugdkomedie Amsterdam
- 1990 - Lux - Veem House for Performance
- 1990 - De andere zoon - Luigi Pirandello Festival
- 1991 - Alles wat haar heilig was - Theaterwerkplaats InDependance
- 1991 - Funny Girl - Joop van den Ende Toneelprodukties bv
- 1993 - Kwelling - Stichting Het AuteursTheater
- 1993 - Nacht - Stichting Het AuteursTheater
- 1993 - Praat tegen mij zoals de regen en laat mij luisteren - Stichting Het AuteursTheater
- 1995 - Het dagboek van Anne Frank - Impresariaat Jacques Senf & Partners
- 1996 - West Side Story - Joop van den Ende Theaterproducties BV

## Filmografie
- 1978 - Doctor Vlimmen - Boer
- 1990 - Ha, die Pa! - Vader Chris (afl. Liefde is)
- 1991-1997 - 12 steden, 13 ongelukken (3 afl., verschillende rollen)
- 1992 - Ha, die Pa! - Mans (afl. De klusjesman)
- 1993 - De kleine blonde dood
- 1993 - Op afbetaling
- 1994 - Pril geluk
- 1994 - In de Vlaamsche pot
- 1995 - Dagboek van Anne Frank - Meneer van Daan
- 1995 - Filmpje! - Ober visrestaurant
- 1996 - Willie & Nellie
- 1997 - Baantjer
- 1998 - Oppassen!!!
- 1999 - Spangen
- 2000 - De Garage
- 2000/2002 - SamSam - Willem (afl. Kaas)
- 2000 - Goede tijden, slechte tijden - Arie Koetsier
- 2001 - Westenwind - Sjors (2001-2002)
- 2001 - All Stars - Ome Henk
- 2002 - Loenatik: de moevie - Aadje
- 2005 - Kinderen geen bezwaar
- 2006 - Spoorloos verdwenen - Bert Putter